# Кочмержевский, Венедикт Константинович
Венедикт Костантинович Кочмержевский (укр. Венедикт Костянтинович Кочмержевський; 12 марта 1865, Хасавюрт, Терская область, Российская империя — начало 1920, Екатеринодар или Краснодар) — атаман для поручений Главного инженерного управления Действующей Армии УНР.

## Биография
Родился в городе Хасавюрте Терской области.
Окончил Первое одесское реальное училище. В 1883 году выдержал экзамен на звание офицера при Николаевском Инженерном училище, после чего служил подпоручиком в 4-м гренадерском Несвижском полку. В 1887 году ему было присвоено звание поручик. Окончил офицерский класс Военно-Электротехнической школы. В 1895 году стал штабс-капитаном. С 1 января 1898 года – заведующий переменным составом Военно-Электротехнической школы. С 25 декабря 1909 года – полковник. Среди российских военных был известен публикациями в военно-инженерной отрасли. Во время Первой мировой войны член Инженерного комитета Главного инженерного управления. 1 февраля 1918 демобилизовался с военной службы. Последнее звание в русской армии – генерал-майор.
При Гетманате получил звание генерального хорунжего Армии Украинского Государства. С 15 ноября 1918 года служил в Главном инженерном управлении Армии Украинского Государства, впоследствии - действующей Армии УНР. С 1 июля 1919 года по октябрь 1919 года — атаман для поручений Главного инженерного управления Действующей Армии УНР.
Скончался в начале 1920 года в Екатеринодаре и погребен на городском кладбище.

## Награды

### Ордена
- Орден Святого Станислава (1901)
- Орден Святой Анны (1904)
- Орден Святого Владимира (1913-14)

### Высочайшее благоволение
- За отлично-ревностную службу и особые труды, вызванные обстоятельствами текущей войны (1916)